# مانويل فرنانديز (لاعب كرة قدم أوروغواني)
مانويل فرنانديز (بالإسبانية: Manuel Fernández)‏ (25 يناير 1989 في الأوروغواي - ) هو لاعب كرة قدم أوروغواني في مركز الدفاع. لعب مع نادي راسينغ مونتيفيديو ونادي كونسيبسيون ‏.

## وصلات خارجية
- مانويل فرنانديز على موقع قاعدة بيانات كرة القدم.إي يو (الإنجليزية)
- مانويل فرنانديز على موقع Soccerway.com (الإنجليزية)
- مانويل فرنانديز على موقع AS.com (الإسبانية)